# Hipolit Kierbedź
Hipolit Ludwik Kierbedź herbu Ślepowron (ur. 15 sierpnia 1817 w Nowym Dworze, zm. 13 lipca 1858 w Kijowie) – polski inżynier dróg i mostów działający na terenie Rosji.
Absolwent z pierwszą lokatą Instytutu Korpusu Inżynierów Komunikacji w Petersburgu w 1837. W latach 1837–1842 trasował i zbudował drogę bitą z Petersburga do Niżnego Nowogrodu. Następnie był zatrudniony na terenie Petersburga, gdzie nadzorował prace przy podporach pierwszego stałego mostu na Newie – Mostu Błagowieszczeńskiego oraz uczestniczył w likwidacji Kanału Admiralicji, prowadząc roboty zamykające go w jednym z pierwszych kolektorów na terenie miasta i wznosząc na jego miejscu Bulwar Konnogwardyjski. Potem był od 1850 naczelnikiem X kijowskiego okręgu komunikacyjnego. Kierował budową słynnego mostu wiszącego nad Dnieprem w Kijowie, projektu Charlesa Vignola. Był to pierwszy stały most przez Dniepr (siedem przęseł i łączna długość 740 metrów z częścią ruchomą). W Kijowie zajmował się także naprawą tamy Dniepru oraz nabrzeża Browarskiego, a także budową dróg i ulic.
Przez wiele lat ciężko chory zmarł na gruźlicę. Został pochowany na cmentarzu Bajkowa w Kijowie.

## Życie prywatne
Urodził się w rodzinie ziemiańskiej na Żmudzi. Był synem Waleriana (1760–?) i jego drugiej żony Wiktorii z Eydrygiewiczów. Był bratem znanego inżyniera i generała Stanisława (1810–1899). Ożenił się z Felicją z Dąbrowskich (1822–1855). Mieli synów także inżynierów komunikacji Stanisława (1845–1910), Michała (1847–1910), ziemian: Waleriana (1850–1905) i  Maksymiliana (1851–1873), oraz córkę Marię (1854–1932) żonę właściciela dóbr Bejsagoły Władysława Komara (1848–1896).